# أدريان جيبسون
أدريان جيبسون (بالإنجليزية: Adrian Gibson) هو محام بالقضاء العالي وسياسي أسترالي، ولد في 3 نوفمبر 1935 في هوبارت في أستراليا، وتوفي في 30 أبريل 2015. حزبياً، نشط في الحزب الليبرالي الأسترالي. وقد انتخب عضو مجلس النواب الأسترالي عن دائرة Division of Denison ‏ (15 فبراير 1964 – 29 سبتمبر 1969).